# Andrew Weatherall
Andrew James Weatherall (6 de abril de 1963 - 17 de febrero de 2020) fue un músico, DJ, compositor, productor y remezclador inglés. Su carrera lo llevó de ser uno de los DJs clave en el movimiento acid house de finales de la década de 1980 a ser un remezclador de canciones de artistas de la talla de Happy Mondays, New Order, Björk, The Orb, The Future Sound of London y My Bloody Valentine.
Su producción del álbum Screamadelica de Primal Scream, agregando samples, loops y creando una influyente mezcla de hard rock, house y rave, ayudó al disco a ganar el primer Mercury Music Prize en 1992 y convertirse en uno de los álbumes más celebrados de la década de 1990.

## Biografía
Andrew James Weatherall nació el 6 de abril de 1963, en Windsor, Berkshire, Inglaterra, hijo de Robert Weatherall y Carol (Spires) Weatherall. Durante su adolescencia comenzó a ir a Funk & Soul Weekenders y fiestas disco. Tras abandonar la escuela primaria local dejó su hogar a la edad de 18 años y estuvo trabajando un tiempo en la construcción, como carpintero y en una empresa de mudanzas.
Se mudó a Londres a finales de la década de 1980; su colección de discos y su cultura musical hicieron que fuera invitado a pinchar en fiestas. Terry Farley lo contrató para el club Trip, donde pinchaba principalmente música indie y northern soul. Weatherall comenzó a escribir como periodista musical independiente (usando tanto su propio nombre como el seudónimo "Audrey Witherspoon"). Junto con Terry Farley, Cymon Eckel y Steve Mayes comenzaron Boy's Own, un fanzine cuyos contenidos incluían moda, discos, fútbol y otros temas.
Su carrera como DJ comenzó a despegar cuando conoció a Danny Rampling en la fiesta del skater Bobby (Bobby Collins) en la que tocó en Chapel Market, Islington, tras la cual Rampling lo invitó a pinchar en su club nocturno Shoom. Farley y Weatherall se convirtieron en los DJs residentes de Shoom, tocando en la sala de arriba, y también en las noches Future/Spectrum de Paul Oakenfold así como en el Nicky Holloway's Trip. También comenzaron a organizar sus propias fiestas y fundaron el sello discográfico Boy's Own Recordings. Junto con Pete Heller (quien también fue DJ de Shoom), el ingeniero Hugo Nicolson y la cantante Anna Haigh, lanzaron dos sencillos como Bocca Juniors en el sello, "Raise (53 Steps to Heaven)" y "Substance".

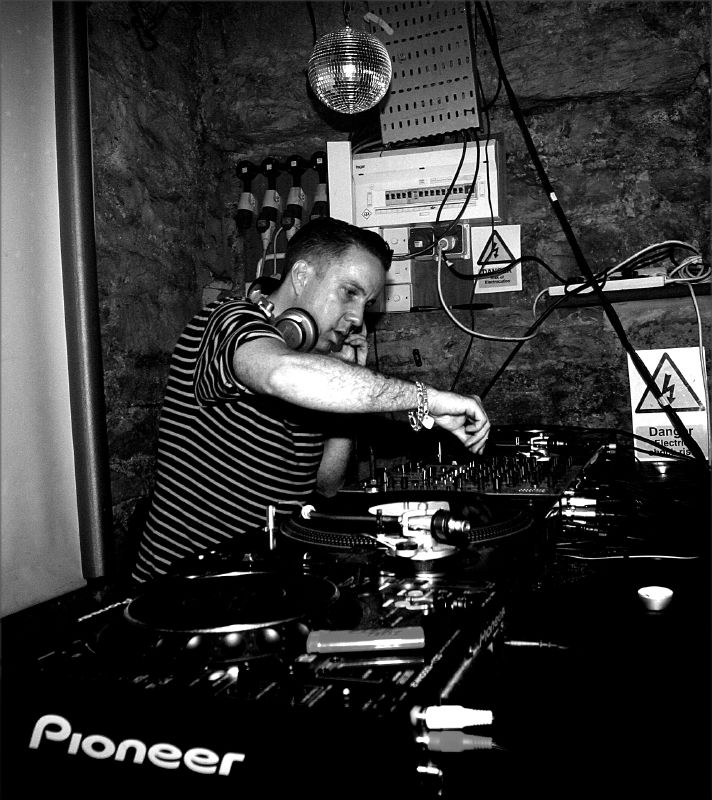
Weatherall pinchando en Edimburgo en 2006

Su primer trabajo de estudio fue junto a Paul Oakenfold en el remix de "Hallelujah" que realizaron para los Happy Mondays. Tras este vendrían las remezclas de "World in Motion" para New Order, "Loaded", un exitoso remix de una de las primeras canciones de Primal Scream "I'm Losing More Than I'll Ever Have", y la reconocida 'A Mix of Two-Halves', remezcla de la versión de Saint Etienne del "Only Love Can Break Your Heart" de Neil Young. Su remix de "Soon" de My Bloody Valentine alcanzó el número 1 en la lista de NME de "The 50 Best Remixes Ever". Produjo el álbum Screamadelica de Primal Scream.
En 1992, Weatherall dejó Boy's Own. Formó el trío de música electrónica The Sabres of Paradise en 1993, creando el sello discográfico del mismo nombre. The Sabres of Paradise lanzó tres álbumes entre 1993 y 1995. A principios de 1996, tras cerrar Sabresonic, Weatherall y Keith Tenniswood se convirtieron en Two Lone Swordsmen, firmando con el sello Warp Records. Su producción del álbum Trailer Park de Beth Orton sentó las bases de la mezcla de hip hop y electrónica que daría lugar al trip-hop. En 2001 fundó el sello Rotters Golf Club.
Weatherall produjo para artistas como Beth Orton, Primal Scream y One Dove, y remezcló el trabajo de Björk, Siouxsie Sioux, The Orb, Future Sound of London, New Order, Manic Street Preachers, My Bloody Valentine, James y muchos otros. Produjo el álbum Tarot Sport para Fuck Buttons y colaboró con Twilight Sad en la producción de su tercer álbum de estudio, No One Can Ever Know.
En 2006 lanzó su EP debut en solitario The Bullet Catcher's Apprentice, seguido de su álbum de debut en solitario A Pox on the Pioneers en 2009. Ambos en su sello Rotters Golf Club. Su música ha servido de banda sonora a anuncios para vehículos; su "Feathers" se usó para el Volkswagen Tiguan en 2007 y el "Shack 54" de Two Lone Swordsmen se usó para el Ford Fiesta en 2009. En 2013, los Asphodells, formados por Weatherall y el colaborador Timothy J. Fairplay de Battant, lanzaron el álbum Ruled by Passion, Destroyed by Lust en Rotters Golf Club. El 1 de julio de 2014 comenzó a presentar un programa de radio mensual, Music's Not For Everyone, en NTS Radio en Londres. En 2016, lanzó el álbum de estudio Convenanza, así como un álbum de remixes Consolamentum. A este siguió, en 2017, Qualia en Höga Nord Rekords.
Weatherall siempre decía que el humor era un componente importante de su ideología musical. Era conocido como el Presidente o el Guv'nor, entre muchos otros títulos que se le conferían.

## Muerte
Weatherall murió el 17 de febrero de 2020 en el Hospital Universitario Whipps Cross de Londres, a los 56 años. La causa oficial fue una embolia pulmonar.

## Discografía seleccionada
Obras en las que Weatherall aparece citado directamente.

### Álbumes de estudio
- A Pox on the Pioneers (2009)
- Ruled by Passion, Destroyed by Lust (Rotters Golf Club, 2013) (con Timothy J. Fairplay, como the Asphodells)[27]
- The Phoenix Suburb (and Other Stories) (2015) (con Nina Walsh, como the Woodleigh Research Facility)
- Convenanza (Rotters Golf Club, 2016)[28]
- Qualia (2017)

### Recopilatorios
- Nine O'Clock Drop (2000)
- Machine Funk Specialists (2002)
- From the Bunker (2004)
- Fabric 19 (2004)
- Sci-Fi-Lo-Fi Vol. 1 (2007)
- Watch the Ride (2008)
- Andrew Weatherall vs the Boardroom (2008)
- Andrew Weatherall vs the Boardroom Volume 2 (2009)
- Masterpiece (2012)
- Consolamentum (2016)

### EPs
- The Bullet Catcher's Apprentice (2006)
- Kiyadub EP (2017)
- Merry Mithrasmas EP (2017)
- Blue Bullet EP (2018)

### Sencillos
- "Unknown Plunderer" / "End Times Sound" (2020)